# 自我審查
自我审查是指因畏懼後果，而审查、刪改或封禁本人或本機構理應發表的资讯、言論或作品，壓力通常直接或間接來自特定政權或團體。審查内容在一些信仰不自由或風俗保守的地方主要涉及宗教及道德禁忌，在一些專制國度主要在於政治議題。政治上的自我审查對某些政權所關涉的內容有所顧忌，迫於無奈與為求生存而執行。大眾媒體的自我審查尤受關注，可被視爲當地言論自由的晴雨表。自我審查甚於當地常態的媒體機構，常被認定爲缺乏良知或勇氣而不可靠。
有时候，自我审查也可以指个人发表言论前的预先措辞考虑，及发表言论后的自我重新审視。但除非有給定語境，否則此層語義通常不是公共議論所指“自我審查”的含義。

## 傳媒自我審查

### 中國大陆
2010年，搜尋引擎Google在撤出經營四年多的中國大陸市場前，曾接受當局要求的“自我审查”。例如搜尋「法輪功」、「六四」，網站會提示“根据当地法律法规和政策，部分搜索结果未予显示。”針對Google，國務院新聞辦公室主任王晨在記者會上宣稱「推進網路媒體行業自律」，要求網路公司必須進行被其稱為「自律」的自我審查。2016年，中共中央總書記習近平提出「黨媒姓黨」，宣示當局會強化對媒體的控制。
由於台灣與中國大陸之間意識型態上的分歧和中華人民共和國統治需要，來自台灣的媒體均不能於中國大陸落地。以中國大陸影視產業為例，無論是電影、電視劇乃至於綜藝節目等等，如有演員出自香港、澳門與台灣，則一律於該演員姓名旁邊標示“中国香港”、“中国澳门”與“中国台湾”字樣。若在電視畫面上出現中華民國國旗，通常以碼賽克遮蔽或透過剪輯方式直接刪除。
同樣基於中華人民共和國統治及對内宣傳需要，香港及澳門多數節目於中國大陸未能全面收視（不包含合拍劇），或有影視作品於播映之前即已做出修改，譬如2002年於香港上映的電影「無間道」，近年甚至不乏無綫電視自製劇集在香港首播前，已應中國大陸審查要求刪減情節。

### 香港
香港特別行政區基本法保障香港新聞自由，但主权移交後，部分傳媒出現自我審查情况。在報導本地新聞時，經常為港獨等字眼加上引號，以示不承認之意，部分媒體如TVB更將報道焦點集中於民主派人士的負面行為（如指控示威人士向警方掟磚）多於其訴求。針對近期市民激烈的抗議行動，如2016年旺角警民衝突或2019年反對逃犯條例修訂草案運動，頭條日報（星島集團旗下免費報紙）、香港商業電台、TVB等以「暴動」等較嚴重的負面字眼稱之。
香港回归后至2000年代初，香港特别行政区政府对媒体涉及中華民國，即兩岸新聞时的规范并未制定法例，虽然香港在法律上要遵守中华人民共和国中央政府的“一个中国”原则，但在涉台用语方面与中国大陆媒体不尽相同。香港傳媒以“不成文的特别用语”应对涉及中华民国的报道。例如，以“青天白日满地红旗”称呼“中華民國國旗”；以“大陆”和“台湾”称呼中华人民共和国与中华民国，不使用“中国”和“台湾”，避免制造“一中一台”。同时，此类做法有影响香港新聞自由的争议。無綫電視和亞洲電視因把时任中華民國總統陳水扁称为「台灣領導人」而非以往的「陳水扁總統」，引发自我審查的质疑。两家机构新闻部以认同“一个中国”原则回应，不宜称呼陳水扁为「台灣總統」:62—63。大部分香港傳媒除盡量避免「中華民國」一詞，多以「當局」代替；也儘量避免在新聞畫面使用中華民國國旗，多以台灣地圖或台灣故宮圖示表示台灣。但大部分香港媒體不會像中國大陸媒體對中華民國國旗打馬賽克、對「中華民國」消音等。
美國國務院發表2009年人權報告，指出香港傳媒出現自我審查，更點名批評電視廣播有限公司低調處理六四燭光晚會，及南華早報旗下的《君子》雜誌臨時抽起十六頁六四專題報道。人權報告評估香港形勢時指出，部分傳媒出現自我審查情况，當中大量傳媒機構老闆在內地都有生意往來，令人懷疑傳媒在報道時，會顧及老闆的生意利益。
2010年4月，香港大學民意研究計劃公布最新調查，48%受訪者認為香港新聞傳媒自我審查，59%的人認為傳媒在批評北京中央政府時有所顧忌。
新聞工作者的報導進行自我審查，壓力來源往往來自傳媒機構老闆，而老闆們與中国大陆人士關係密切，又解釋了很多事情的原委。以香港為例：2007年，綜觀全港絕大部份主流媒體；十七份中英文收費及免費報章、六間電視台、三間電台的老闆或高層，均被委以中國國內公職如人大、政協、特區政府勳銜、又或是在大陸經營龐大生意的。 
2022年10月13日，北京四通桥罕見出現矛頭直指中華人民共和國最高領導人习近平的抗議橫幅，廣為外國傳媒報道。然而香港主流傳媒全體沒有報道相關消息，僅一家網路傳媒報道后即刪除。有建制派傳媒中人稱其編輯部會自動自覺不報道敏感事件。香港浸會大學新聞系前助理教授杜耀明認為此是新聞界自我審查的表現，憂慮業界麻木或失智，已迫近中國大陸的狀況。

### 台灣
2022年，中國大陸作家曹雨在台灣出版《激辣中國》新書。未料，書中的「大陸」全被置換成「中國」，出現「哥倫布發現新中國」等字句，遭國民黨文傳會時任副主委林家興批评是自我审查。

### 日本
日本媒体普遍存在对所谓“菊、鹤、星”（天皇及皇室成员、创价学会、自卫队）的“自主规制”，较少报道上述对象的负面消息。

## 學術界自我審查
旅居倫敦的中國知名作家郭小櫓2010年1月29日在台北國際書展座談會上，郭小櫓承認，當她在中國寫作時，會不自覺自我審查；可是在倫敦寫作時，卻完全沒有這樣的思考。

## 相關
- 網際網路審查
- 中國大陸對維基媒體的封鎖
- 审查制度
- 記錄抹煞
- 委婉语
- 新語 (一九八四)
- 黃色新聞
- 既定觀點問題
- 單方論證
- 訴諸群眾
- 政治正確
- 訴諸反對
- 我有權發表意見
- 自主規制（日语：自主規制）